# Marly-sur-Arroux
Marly-sur-Arroux – miejscowość i gmina we Francji, w regionie Burgundia-Franche-Comté, w departamencie Saona i Loara.
Według danych na rok 1990 gminę zamieszkiwało 380 osób, a gęstość zaludnienia wynosiła 15 osób/km² (wśród 2044 gmin Burgundii Marly-sur-Arroux plasuje się na 546. miejscu pod względem liczby ludności, natomiast pod względem powierzchni na miejscu 273.).